# Straßenbahn Wien Type C1, c1 (1955)
Die Typen C1 (Triebwagen) und c1 (Beiwagen) der Wiener Straßenbahn umfassten 58 aus je einem Trieb- und Beiwagen bestehende Großraumzüge.

## Ausstattung und Technik
Triebwagen und Beiwagen von jeweils etwa 14,6 m Länge waren als vierachsige Ein-Richtungs-Fahrzeuge konstruiert. Um den Fahrgastfluss vorbei am Schaffner, dessen Arbeitsplatz unmittelbar neben dem Einstieg eingerichtet war, zu gewährleisten, war die jeweils hintere, dreiteilig ausgeführte Türe zum Einsteigen bestimmt, während eine zweiteilige Türe in Wagenmitte und eine einteilige beim Bug zum Aussteigen dienten. Die als Falttüren ausgeführten Türen wurden von den Schaffnern und dem Fahrer fernbedient. Die Sitze für die Fahrgäste waren aus Durofol gefertigt und entlang den Fahrzeugwänden teilweise einzeln, teilweise doppelt angeordnet in Fahrtrichtung ausgerichtet montiert.
Die Fahrzeuge wurden mittels Scharfenbergkupplung miteinander verbunden. Da alle anderen Wiener Straßenbahnwagen mit Trichterkupplungen ausgestattet waren, konnten sie daher nicht mit anderen Typen kombiniert werden.
Der Antrieb erfolgte über vier Fahrmotoren, denen der Fahrstrom über die Oberleitung und den im vorderen Teil des Triebwagens montierten Scherenstromabnehmer zugeführt wurde. Für die Steuerung wurde ein Nockenfahrschalter für sitzenden Fahrer verwendet, der über einen Hebel bedient wurde und über zehn Serien- und zehn Parallelfahrstufen sowie 14 Bremsstufen verfügte. Außerdem hatten Triebwagen wie Beiwagen einen Rangierfahrschalter im Heck.
Als Bremse stand neben der generatorischen Bremse eine Druckluftbremse als Not- und Feststellbremse zur Verfügung. In die Triebwagen war ein Kompressor zur Erzeugung der erforderlichen Druckluft eingebaut.

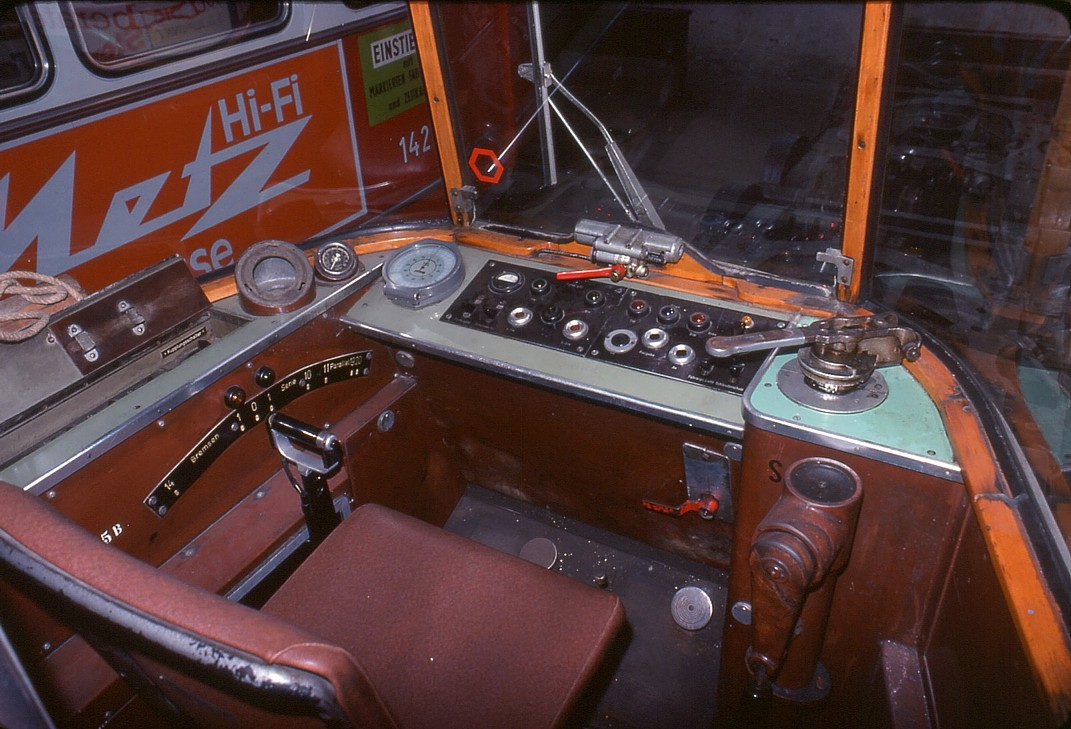
Fahrerplatz
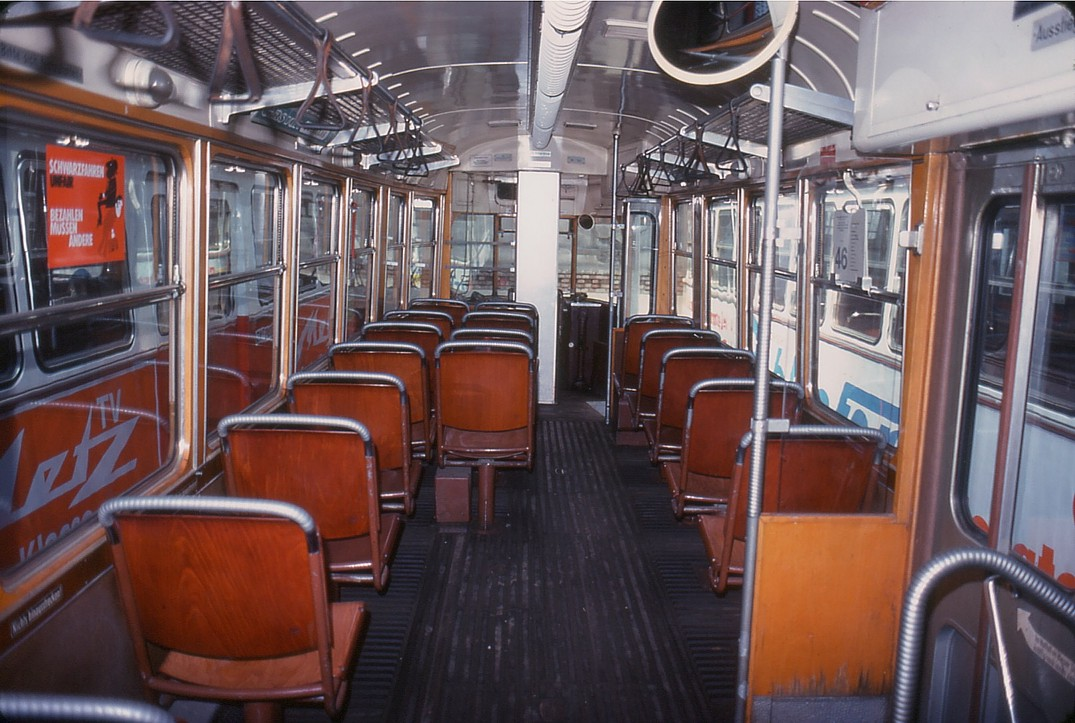
Innenraum eines Triebwagens, Blick nach vorne
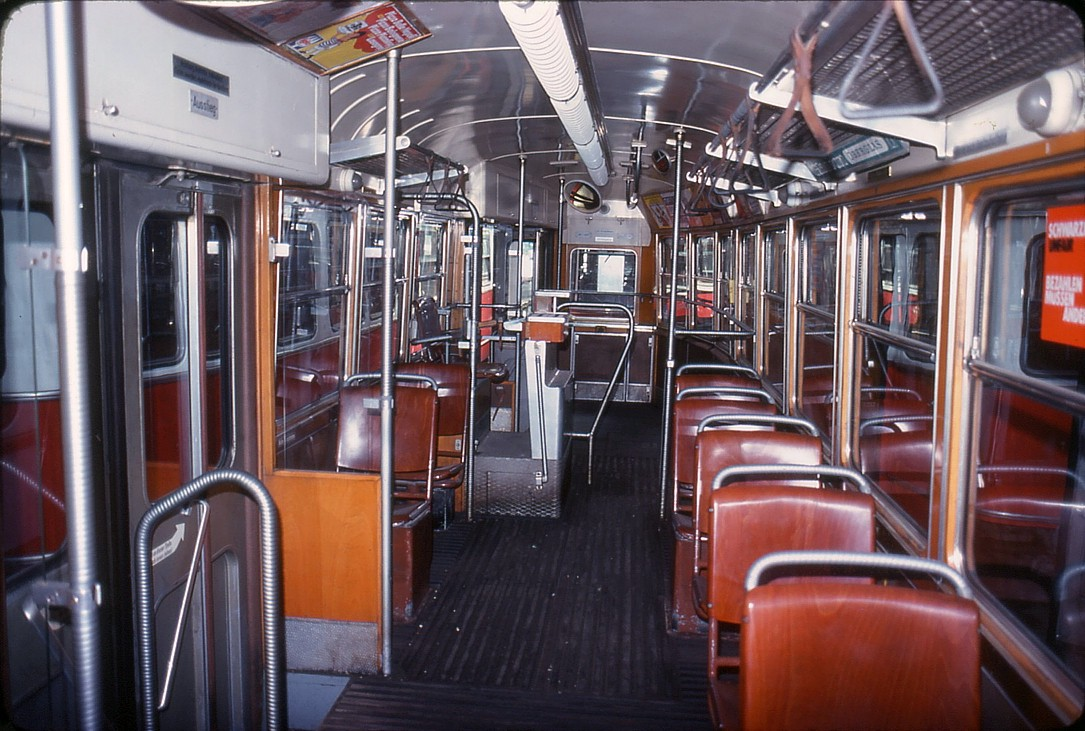
Innenraum, Blick nach hinten
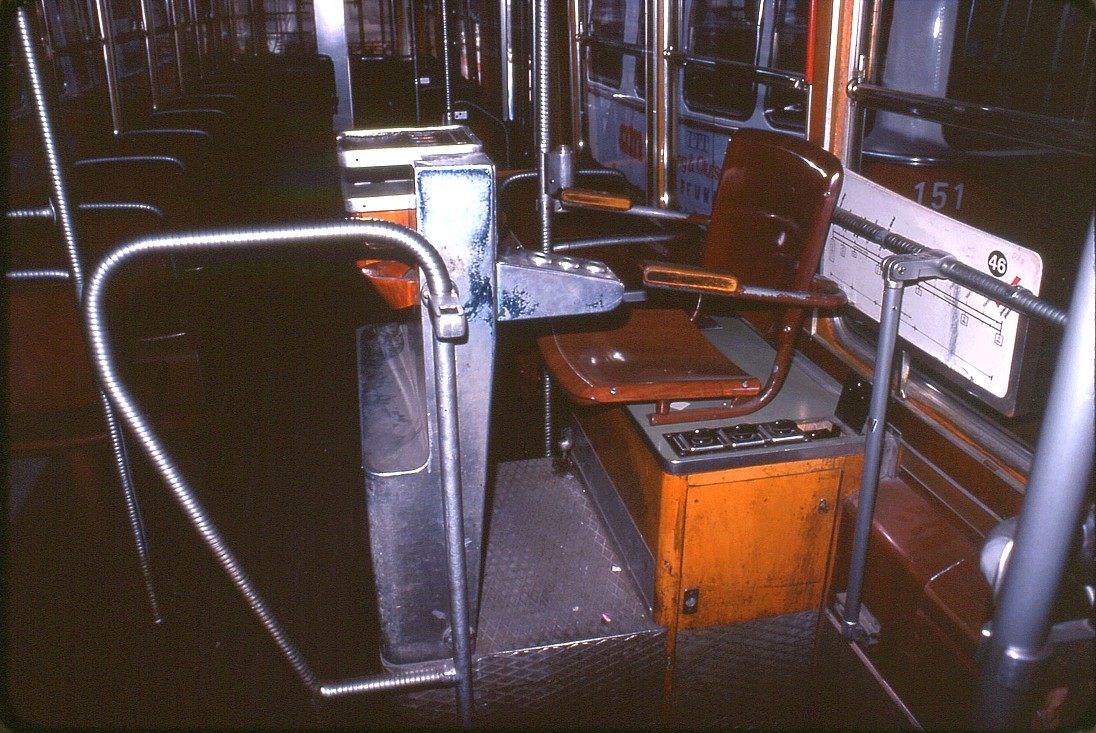
Schaffnerplatz im Triebwagen

## Geschichte
Das Maschinen- und Fahrzeugbauunternehmen Simmering-Graz-Pauker (SGP) hatte 1954 den Prototyp eines aus Triebwagen und Beiwagen bestehenden Großraumzugs geliefert, den die Wiener Stadtwerke – Verkehrsbetriebe als Typen C (Triebwagen, Betriebsnummer 101) und c (Beiwagen, Nummer 1201) in Betrieb nahmen. Die Fahrzeuge bewährten sich aber nicht und waren häufig in  Reparatur; sie wurden nur bis 1963 eingesetzt und 1968 ausgemustert.

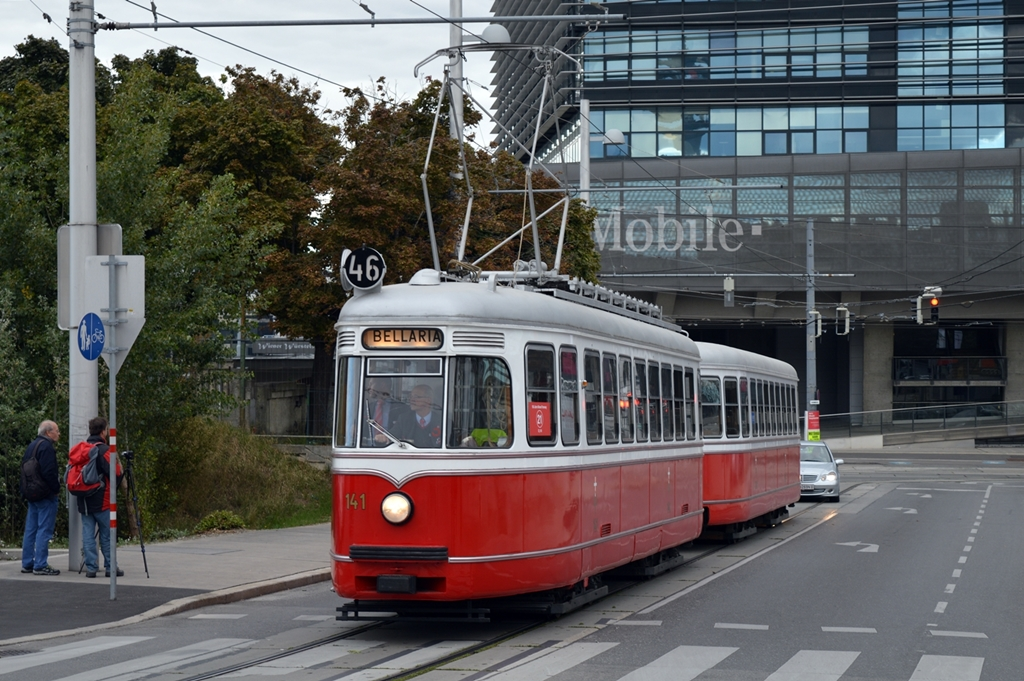
Museumszug (Aufnahme: 2015), in den Zustand bei Auslieferung rückgebaut

Für weitere Fahrzeuge griff SGP daher auf Duewag-Großraumwagen zurück, die sie unter Lizenz nachbauten. Von 1955 bis 1959 wurden insgesamt je 58 Triebwagen und Beiwagen geliefert. Diese reihten die WStW-VB als Typen C1 (Triebwagen, Nummern 102–159) bzw. c1 (Beiwagen, Nummern 1202–1259) in den Fahrzeugbestand ein. Eine daraus gebildete Garnitur wurde zum ersten Mal am 11. September 1956 auf der Linie 46 eingesetzt.
Von 1971 bis 1973 wurden 32 Triebwagen zum Mitführen eines schaffnerlosen Beiwagens umgerüstet. Dabei wurden auch andere Modifikationen und Verbesserungen wie Angleichung des Armaturenbrettes an das der inzwischen eingeführten Type E und Einbau kombinierter Notbrems- und Sandstreuhebel, Umrüstung der Handbremse auf eine solche mit Handkurbel, Montage eines Liniensignals auch am Heck der Triebwagen, Ausstattung mit Fahrtrichtungsanzeigern am Bug und Austausch der vorhandenen Blinker an den Seiten gegen Wechselblinker, Einbau von Türscheinwerfern sowie Änderungen am  Rangierfahrschalter vorgenommen. Gleichzeitig wurden 30 Beiwagen für den schaffnerlosen Betrieb adaptiert, wobei vor allem der Schaffnerplatz entfernt wurde und an dessen Stelle Sitze für Fahrgäste montiert wurden.
Ein angedachtes Konzept für die Umrüstung auch der Triebwagen für schaffnerlosen Betrieb (also Ein-Mann-Betrieb des ganzen Zuges) wurde nicht verwirklicht. Ebenso wenig wurden alle Triebwagen und Beiwagen in der beschriebenen Weise umgerüstet, sodass auch weiterhin Garnituren unterwegs waren, in denen beide Wagen mit Schaffnern besetzt waren.
Von 1974 bis 1976 wurden neun c1-Beiwagen so umgebaut, dass sie mit anderen Triebwagen der Wiener Straßenbahn eingesetzt werden konnten. Vor allem wurden dabei die Scharfenbergkupplungen gegen die sonst gebräuchlichen Trichterkupplungen ausgetauscht und zur Stromversorgung die üblichen Elin-Mehrfachsteckdosen montiert. (Diese Wagen wurden fortan als – neue – Type c bezeichnet.)
Von 1976 bis 1980 verkehrten einige Triebwagen auf der Linie 42 solo (d. h. ohne Beiwagen).
Ansonsten waren die Züge stets als Triebwagen-Beiwagen-Garnituren unterwegs. Einsätze erfolgten auf den Linien  D, J, 10, 29, 45, 45/46, 46, 49 und 71, außerdem auf der Linie 8 als Verstärker bei Veranstaltungen in der Wiener Stadthalle. Die letzte Fahrt fand am 20. Dezember 1996 auf der Linie 46 statt. Es war zugleich die letzte Fahrt im Linienverkehr der Wiener Straßenbahn, die von einem Schaffner begleitet wurde.
Je 13 Trieb- und Beiwagen wurden danach der Straßenbahn Sarajevo überlassen, wo sie noch bis 2005 im Einsatz standen.
Erhalten geblieben sind die Garnituren Nr. 141 + 1241 im Verkehrsmuseum Remise in Wien (Leihgabe WTM), Nr. 110 + 1810 im Hannoverschen Straßenbahn-Museum (früher in Privatbesitz in Amsterdam (Niederlande)) sowie Nr. 111 + 1815 bei JKP Gradski Saobraćaj Sarajevo (Bosnien und Herzegowina, städtischer Straßenbahnbetrieb).